# Joaquín Calera
Joaquín María López Calera (Granada, España; 12 de abril de 1953) fue un futbolista español que se desempeñaba como defensor.

## Clubes
| Club       | País   | Año         |
| ---------- | ------ | ----------- |
| Granada CF | España | 1975 - 1981 |